# Jin (Corea)
|  | Per a altres significats, vegeu «Jin (desambiguació)». |

Jin fou una lliga d'estats tribals de la part sud de Corea a la segona meitat del primer mil·lenni. S'esmenten dos reis, Jun i Wiman Joseon al segle ii aC, quan la lliga es va fragmentar i van sorgir confederacions tribals o de clans: Mahan al sud-oest, Jinhan al sud-est, i Byeonhan, entre ambdues.